# 2016년 오스트레일리아 의회 선거
2016년 오스트레일리아 총선 (2016 Australia Federal General Election)은 2016년 7월 2일에 치러진 오스트레일리아의 총선이다. 이번 선거에서 선출되는 연방의회 국회의원 수는 상하원을 합쳐 총 226명이다. 투표에 앞서 8주간 공식 선거운동 기간이 진행됐고 투표는 7월 2일 아침 8시부터 오후 6시까지 진행됐다. 이번 총선은 양원 해산을 통해 치러지는 선거로 1987년 총선 이래 처음이다.
오스트레일리아의 선거 제도는 소선거구제와 과반수득표제, 우선순위투표제를 절충한 형태이다. 투표 시 유권자가 후보별로 선호 순위를 직접 적어 넣으며, 여기서 후보 1명이 과반수 득표를 하면 바로 당선된다. 1위 후보가 과반에 미달할 경우, 우선순위투표제를 적용해 최저 득표자부터 탈락자들이 받은 표를 차례로 산정하며 당선자가 뒤바뀔 수 있다.

## 이슈
선거 당일 스카이 TV가 투표에 가장 큰 영향을 끼친 이슈를 묻는 설문조사를 실시했다. 조사에 따르면 응답자의 72%가 보건 및 의료 보험 문제를 꼽았고, 교육이 63%로 뒤를 이었다. 두 이슈 모두 노동당의 주요 공약과 관련이 있었다. 반면 여당인 연합이 역점을 둔 예산과 경제문제는 3위에 그쳤다. 여당의 맬컴 턴불 총리는 경제성장과 정부지출 축소, 강경한 난민정책 등을 강조했으나 유권자의 주요 관심사는 파악하지 못했다는 의견이 제기됐다.
한편 선거운동 막바지에 당락이 결정됐던 브렉시트(영국의 유럽 연합 탈퇴) 관련 2016년 영국 유럽 연합 회원국 국민투표 결과는 선거에 큰 영향을 미치지 못한 것으로 보였다.

## 출구 조사
나인 네트워크 방송과 갤럭시 리서치가 25개 적중 지역구 대상으로 공동 실시한 출구조사에서 양당 선호도가 50% 대 50%를 기록했다. 이로 인해 나인 네트워크에서는 과반 정당이 없는 헝 의회로 결과가 날 수도 있다고 예측했고, 유력지인 <시드니 모닝 헤럴드>도 "어느 당을 승자로 꼽기 어려운 접전 상황"이라며 역시 헝 의회 가능성을 제기했다.
타 방송의 출구조사도 마찬가지였는데, 세븐 네트워크 방송과 리치텔(ReachTEL) 공동 출구조사의 양당 선호도 조사에서도 연합과 노동당이 51%대 49%로 상당한 근소를 보인 것으로 나타났다.
다만 어느 당이 승리할 것인지를 물은 스카이 TV 출구조사에서는 응답자의 62%가 여당인 자유당/국민당 연합을 택했고, 노동당은 19%에 그쳤다. 모르겠다는 응답자는 19%였다.

## 결과

### 하원

여당 (76) (연합)
자유당 (45)
자유국민당 (21)
국민당 (10)
야당 (69)
노동당 (69)
중립 (5)
녹색당 (1)
제노폰 (1)
캐터 (1)
무소속 (2)

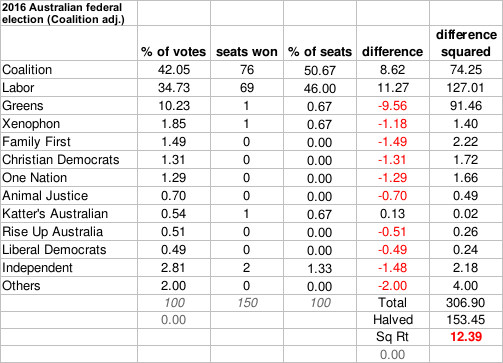
According to the 1−100 Gallagher Index, the disproportionality in the lower house is comparatively high at about 12.7 in 2016 − compared to 9.7 in 2013, 11.3 in 2010 and 10.3 in 2007.

1. ↑  자유국민당 소속 의원 15인과 국민당 자리에 있는 의원 6인
2. ↑  현 무소속 의원:앤드류 윌키 (데니슨 구)과 캐시 맥고완 (인디 구).

| 정당         | 정당                    | 정당                    | 득표수     | %     | 선회 (%) | 의석수 | 변동 (의석) |
| ------------ | ----------------------- | ----------------------- | ---------- | ----- | -------- | ------ | ----------- |
|              | 오스트레일리아 노동당   | 오스트레일리아 노동당   | 4,702,296  | 34.73 | +1.35    | 69     | +14         |
|              | 자유당/국민당 연합      | 자유당/국민당 연합      | 5,693,605  | 42.04 | −3.51    | 76     | −14         |
|              | 오스트레일리아 자유당   | 3,882,905               | 28.67      | −3.35 | 45       | −13    |             |
|              | 자유국민당 (QLD)        | 1,153,736               | 8.52       | −0.40 | 21       | −1     |             |
|              | 오스트레일리아 국민당   | 624,555                 | 4.61       | +0.32 | 10       | +1     |             |
|              | 지역자유당              | 32,409                  | 0.24       | −0.08 | 0        | −1     |             |
|              | 오스트레일리아 녹색당   | 오스트레일리아 녹색당   | 1,385,650  | 10.23 | +1.58    | 1      | ±0          |
|              | 닉 제노폰팀             | 닉 제노폰팀             | 250,333    | 1.85  | +1.85    | 1      | +1          |
|              | 캐터의 오스트레일리아당 | 캐터의 오스트레일리아당 | 72,879     | 0.54  | −0.50    | 1      | ±0          |
|              | 파머 통합당             | 파머 통합당             | 315        | 0.00  | −5.49    | 0      | −1          |
|              | 무소속                  | 무소속                  | 380,712    | 2.81  | +1.44    | 2      | ±0          |
|              | 그 외                   | 그 외                   | 1,055,311  | 7.79  | +3.28    | 0      | ±0          |
|              | 총합                    | 총합                    | 13,541,101 |       |          | 150    |             |
| 양당선호투표 |                         |                         |            |       |          |        |             |
|              | 자유당/국민당 연합      | 자유당/국민당 연합      | 6,818,824  | 50.36 | −3.13    | 76     | −14         |
|              | 오스트레일리아 노동당   | 오스트레일리아 노동당   | 6,722,277  | 49.64 | +3.13    | 69     | +14         |

| \| 득표율 \| 득표율 \| 득표율 \| 득표율 \| 득표율 \| \| -------- \| -------- \| ------ \| ------ \| ------ \| \| \| \| \| \| \| \| 노동 \| 노동 \| \| 34.73% \| 34.73% \| \| 자유 \| 자유 \| \| 28.67% \| 28.67% \| \| 녹색 \| 녹색 \| \| 10.23% \| 10.23% \| \| 자유국민 \| 자유국민 \| \| 8.52% \| 8.52% \| \| 국민 \| 국민 \| \| 4.61% \| 4.61% \| \| 제노폰 \| 제노폰 \| \| 1.85% \| 1.85% \| \| 캐터 \| 캐터 \| \| 0.54% \| 0.54% \| \| 지역자유 \| 지역자유 \| \| 0.24% \| 0.24% \| \| 무소속 \| 무소속 \| \| 2.81% \| 2.81% \| \| 기타 \| 기타 \| \| 7.79% \| 7.79% \| |          |  |        |        |
| 득표율 |          |  |        |        |
| |          |  |        |        |
| 노동 | 노동     |  | 34.73% | 34.73% |
| 자유 | 자유     |  | 28.67% | 28.67% |
| 녹색 | 녹색     |  | 10.23% | 10.23% |
| 자유국민 | 자유국민 |  | 8.52%  | 8.52%  |
| 국민 | 국민     |  | 4.61%  | 4.61%  |
| 제노폰 | 제노폰   |  | 1.85%  | 1.85%  |
| 캐터 | 캐터     |  | 0.54%  | 0.54%  |
| 지역자유 | 지역자유 |  | 0.24%  | 0.24%  |
| 무소속 | 무소속   |  | 2.81%  | 2.81%  |
| 기타 | 기타     |  | 7.79%  | 7.79%  |

| \| 양당선호득표율 \| 양당선호득표율 \| 양당선호득표율 \| 양당선호득표율 \| 양당선호득표율 \| \| -------------- \| -------------- \| -------------- \| -------------- \| -------------- \| \| \| \| \| \| \| \| 연립 \| 연립 \| \| 50.36% \| 50.36% \| \| 노동 \| 노동 \| \| 49.64% \| 49.64% \| |      |  |        |        |
| 양당선호득표율 |      |  |        |        |
| |      |  |        |        |
| 연립 | 연립 |  | 50.36% | 50.36% |
| 노동 | 노동 |  | 49.64% | 49.64% |

| \| 의석수 \| 의석수 \| 의석수 \| 의석수 \| 의석수 \| \| ------ \| ------ \| ------ \| ------ \| ------ \| \| \| \| \| \| \| \| 연립 \| 연립 \| \| 50.67% \| 50.67% \| \| 노동 \| 노동 \| \| 46.00% \| 46.00% \| \| 녹색 \| 녹색 \| \| 0.67% \| 0.67% \| \| 제노폰 \| 제노폰 \| \| 0.67% \| 0.67% \| \| 캐터 \| 캐터 \| \| 0.67% \| 0.67% \| \| 무소속 \| 무소속 \| \| 1.33% \| 1.33% \| |        |  |        |        |
| 의석수 |        |  |        |        |
| |        |  |        |        |
| 연립 | 연립   |  | 50.67% | 50.67% |
| 노동 | 노동   |  | 46.00% | 46.00% |
| 녹색 | 녹색   |  | 0.67%  | 0.67%  |
| 제노폰 | 제노폰 |  | 0.67%  | 0.67%  |
| 캐터 | 캐터   |  | 0.67%  | 0.67%  |
| 무소속 | 무소속 |  | 1.33%  | 1.33%  |

#### 정당이 바뀐 선거구
취소선은 이번 선거에 출마하지 않고 사퇴한 의원들이다.
| 의석                         | 선거전 | 선거전      | 선거전            | 선거전 | 선회  | 선거후 | 선거후          | 선거후      | 선거후 |
| 의석                         | 정당   | 정당        | 의원              | 이득   | 선회  | 이득   | 의원            | 정당        | 정당   |
| ---------------------------- | ------ | ----------- | ----------------- | ------ | ----- | ------ | --------------- | ----------- | ------ |
| 바튼 구 (뉴사우스웨일스) [1] |        | 자유당      | 니콜라스 바바리스 | −4.39  | 3.91  | 8.30   | 린다 버니       | 노동당      |        |
| 바스 (태즈메이니아)          |        | 자유당      | 앤드류 니콜릭     | 4.04   | 10.13 | 6.09   | 로스 하트       | 노동당      |        |
| 브래든 (태즈메이니아)        |        | 자유당      | 브레트 와이틀리   | 2.56   | 4.76  | 2.20   | 저스틴 케이     | 노동당      |        |
| 버트 (웨스턴)                |        | 자유당      | 지역구 신설       | 6.09   | 13.20 | 7.11   | 맷 코프         | 노동당      |        |
| 치숌 (빅토리아)              |        | 노동당      | 애나 버크         | 1.60   | 2.84  | 1.24   | 줄리아 뱅크스   | 자유당      |        |
| 코원 (웨스턴)                |        | 자유당      | 루크 심프킨       | 4.52   | 5.20  | 0.68   | 앤 에일리       | 노동당      |        |
| 도벨 (뉴사우스웨일스) [1]    |        | 자유당      | 캐런 맥너마라     | −0.18  | 4.63  | 4.81   | 엠마 맥브라이드 | 노동당      |        |
| 에덴모나로 (뉴사우스웨일스)  |        | 자유당      | 피터 헨디         | 2.91   | 5.84  | 2.93   | 마이크 켈리     | 노동당      |        |
| 페어팩스 (퀸즐랜드)          |        | 파머 통합당 | 클라이브 파머     | 0.03   | N/A   | 10.89  | 테드 오브라이언 | 자유국민당  |        |
| 허버트 (퀸즐랜드) [2]        |        | 자유국민당  | 어웬 존스         | 6.17   | 6.19  | 0.02   | 캐시 오툴       | 노동당      |        |
| 하인드마시 (사우스)          |        | 자유당      | 맷 윌리엄스       | 1.89   | 2.47  | 0.58   | 스티브 고거너스 | 노동당      |        |
| 린지 (뉴사우스웨일스)        |        | 자유당      | 피오나 스콧       | 2.99   | 4.10  | 1.11   | 에마 후서       | 노동당      |        |
| 롱맨 (퀸즐랜드)              |        | 자유국민당  | 와이어트 로이     | 6.92   | 7.71  | 0.79   | 수전 램         | 노동당      |        |
| 리온스 (태즈메이니아)        |        | 자유당      | 에릭 허친슨       | 1.22   | 3.53  | 2.31   | 브라이언 미첼   | 노동당      |        |
| 매카서 (뉴사우스웨일스)      |        | 자유당      | 러셀 매더슨       | 3.39   | 11.72 | 8.33   | 마이크 프리랜더 | 노동당      |        |
| 매쿼리 (뉴사우스웨일스)      |        | 자유당      | 루이스 마커스     | 4.48   | 6.67  | 2.19   | 수전 템플맨     | 노동당      |        |
| 마요 (사우스오스트레일리아)  |        | 자유당      | 제이미 브릭스     | 12.51  | N/A   | 4.97   | 레베카 샤키     | 닉 제노폰팀 |        |
| 머레이 (빅토리아)            |        | 자유당      | 샤먼 스톤         | 20.87  | N/A   | 5.13   | 대미언 드럼     | 국민당      |        |
| 패터슨 (뉴사우스웨일스) [1]  |        | 자유당      | 밥 볼드윈         | −0.27  | 10.47 | 10.74  | 머릴 스완슨     | 노동당      |        |
| 솔로몬 (노던)                |        | 지역자유당  | 나타샤 그릭스     | 1.40   | 7.40  | 6.00   | 루크 고슬링     | 노동당      |        |

주
1  2015년 선거구 개편으로 뉴사우스웨일스 주내에서 자유당이 차지하고 있던 바튼 구와 도벨 구, 패터슨 구는 관념적으론 근소한 차의 득표로 노동당에게 넘어갔다.
2  7월 19일 퀸즐랜드 주 허버트 구에서 재검표가 이뤄졌다. 재검 전에는 노동당이 자유국민당을 불과 8표차로 따돌린 것으로 집계됐다. 7월 31일 오스트레일리아 선거위원회는 노동당이 37표차로 허버트 선거구에서 승리했다고 확정했다. 이에 대해 자유국민당은 법적 조치를 고려하고 있다고 밝히기도 했다.

### 상원
마지막 상원 투표 결과는 8월 4일에 발표되었다. 현 여당인 자유당/국민당 연합이 30석을 얻어 3석이 줄었다. 보수연합은 뉴사우스웨일스, 퀸즐랜드, 사우스오스트레일리아, 웨스턴오스트레일리아에서 각각 네 석을 잃었으나 빅토리아에서 한 석을 얻었다. 야당인 노동당은 26석을 차지했는데 웨스턴오스트레일리아에서 1석이 늘었다. 중립 정당은 획득 의석이 2석에서 20석으로 증가했다. 자유당/국민당 연합이 상원내 과반을 차지하기 위해선 추가로 아홉 석이 더 필요하게 되었는데 이전보다 세 석이 늘어난 결과였다.

여당 (30)
연합
자유당 (21)
자유국민당 (5)
국민당 (3)
지역자유당 (1)
야당 (26)
노동당 (26)
중립 (20)
녹색당 (9)
원 네이션 (4)
닉 제노폰팀 (3)
가족우선당 (1)
자유민주당 (1)
램비 (1)
힌치 (1)

1. ↑  자유국민당 소속 의원 3인과 국민당 자리에 머무는 의원 2인
2. ↑  국민당 자리에 머무는 의원

| 정당 | 정당                          | 정당                          | 득표수     | %     | 선회  | 의석 | 변동 |
| ---- | ----------------------------- | ----------------------------- | ---------- | ----- | ----- | ---- | ---- |
|      | 오스트레일리아 노동당         | 오스트레일리아 노동당         | 4,123,084  | 29.79 | +0.16 | 26   | +1   |
|      | 자유당/국민당 연합            | 자유당/국민당 연합            | 4,868,968  | 35.18 | −2.52 | 30   | −3   |
|      | 자유당/국민당 연합            | 2,769,426                     | 20.01      | −1.32 | 10    | ±0   |      |
|      | 오스트레일리아 자유당         | 1,066,579                     | 7.71       | +0.77 | 14    | −2   |      |
|      | 자유국민당                    | 960,467                       | 6.94       | −1.16 | 5     | −1   |      |
|      | 지역자유당                    | 37,156                        | 0.27       | −0.05 | 1     | ±0   |      |
|      | 웨스턴오스트레일리아 국민당   | 34,618                        | 0.25       | −0.06 | 0     | ±0   |      |
|      | 오스트레일리아 녹색당         | 오스트레일리아 녹색당         | 1,197,657  | 8.65  | −0.58 | 9    | −1   |
|      | 폴린 핸슨의 원 네이션         | 폴린 핸슨의 원 네이션         | 593,013    | 4.29  | +3.76 | 4    | +4   |
|      | 닉 제노폰팀                   | 닉 제노폰팀                   | 456,369    | 3.30  | +1.37 | 3    | +2   |
|      | 자유민주당                    | 자유민주당                    | 298,915    | 2.16  | −1.59 | 1    | ±0   |
|      | 데린 힌치의 정의당            | 데린 힌치의 정의당            | 266,607    | 1.93  | +1.93 | 1    | +1   |
|      | 가족우선당                    | 가족우선당                    | 191,112    | 1.38  | +0.26 | 1    | ±0   |
|      | 민주노동당                    | 민주노동당                    | 94,510     | 0.68  | −0.18 | 0    | −1   |
|      | 재퀴 램비 네트워크            | 재퀴 램비 네트워크            | 69,074     | 0.50  | +0.50 | 1    | +1   |
|      | 오스트레일리아 자동차열광자당 | 오스트레일리아 자동차열광자당 | 53,232     | 0.38  | −0.12 | 0    | −1   |
|      | 팔머 통합당                   | 팔머 통합당                   | 26,210     | 0.19  | −5.42 | 0    | −3   |
|      | 기타                          | 기타                          | 1,600,871  | 11.57 | +1.25 | 0    | ±0   |
|      | 총합                          | 총합                          | 13,838,900 |       |       | 76   |      |

| 정당 | 정당                  | 뉴사우스 | 빅토리아 | 퀸즐랜드 | 웨스턴 | 사우스 | 태즈메 | 수도 | 노던 | 총합 |
| ---- | --------------------- | -------- | -------- | -------- | ------ | ------ | ------ | ---- | ---- | ---- |
|      | 자유당/국민당 연합    | 5        | 5        | 5        | 5      | 4      | 4      | 1    | 1    | 30   |
|      | 오스트레일리아 노동당 | 4        | 4        | 4        | 4      | 3      | 5      | 1    | 1    | 26   |
|      | 오스트레일리아 녹색당 | 1        | 2        | 1        | 2      | 1      | 2      |      |      | 9    |
|      | 폴린 핸슨의 원 네이션 | 1        |          | 2        | 1      |        |        |      |      | 4    |
|      | 닉 제노폰팀           |          |          |          |        | 3      |        |      |      | 3    |
|      | 데린 힌치의 정의당    |          | 1        |          |        |        |        |      |      | 1    |
|      | 재퀴 램비 네트워크    |          |          |          |        |        | 1      |      |      | 1    |
|      | 자유민주당            | 1        |          |          |        |        |        |      |      | 1    |
|      | 가족우선당            |          |          |          |        | 1      |        |      |      | 1    |
| 총합 | 총합                  | 12       | 12       | 12       | 12     | 12     | 12     | 2    | 2    | 76   |

## 같이 보기
- 2019년 오스트레일리아 의회 선거